# Gare du Péage-de-Roussillon
La gare du Péage-de-Roussillon est une gare ferroviaire française de la ligne de Paris-Lyon à Marseille-Saint-Charles, située sur le territoire de la commune du Péage-de-Roussillon, dans le département de l'Isère, en région Auvergne-Rhône-Alpes.
C'est une gare de la Société nationale des chemins de fer français (SNCF) desservie par les trains des réseaux TER Auvergne-Rhône-Alpes.

## Situation ferroviaire
Elle est située au point kilométrique 563,422 de la ligne de Paris-Lyon à Marseille-Saint-Charles entre les gares ouvertes de Saint-Clair - Les Roches et Saint-Rambert-d'Albon. Son altitude est de 159 m.

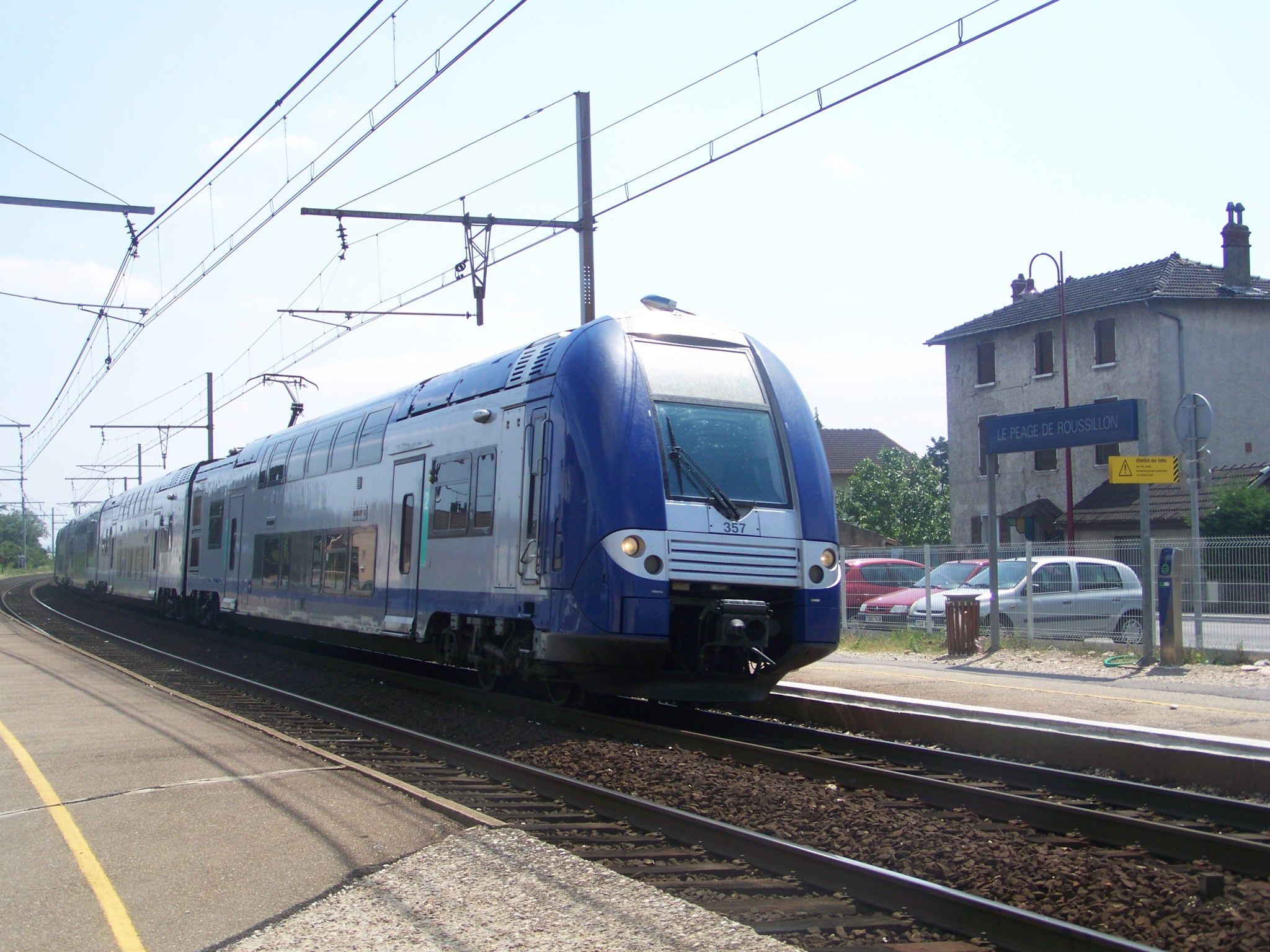
Un TER Rhône-Alpes établissant la liaison Valence - Lyon marque son arrêt en gare.

## Fréquentation
Selon les estimations de la SNCF, la fréquentation annuelle de la gare s'élève aux nombres indiqués dans le tableau ci-dessous.
| Année                      | 2020    | 2019      | 2018    | 2017      | 2016    | 2015    |
| -------------------------- | ------- | --------- | ------- | --------- | ------- | ------- |
| Nombre de voyageurs        | 578 999 | 865 926   | 799 488 | 837 606   | 786 001 | 792 485 |
| Voyageurs et non voyageurs | 723 749 | 1 082 408 | 999 360 | 1 047 008 | 982 502 | 990 606 |

## Service voyageurs

### Accueil
Gare SNCF, elle dispose d'un bâtiment voyageurs, avec guichet, ouverte tous les jours sauf le dimanche matin. Elle est notamment équipée de 2 automates pour l'achat de titres de transport.

### Desserte
Le Péage-de-Roussillon est desservie par des trains TER Auvergne-Rhône-Alpes et PACA qui effectuent des missions entre les deux métropoles de Lyon et de Marseille, ainsi qu'entre Lyon et Valence.

### Correspondances
Des départs en autocars TER Auvergne-Rhône-Alpes sont prévus toutes les heures pour Serrières, Peaugres et Annonay en Ardèche.

### Intermodalité
Un parc pour les vélos et un parking pour les véhicules sont aménagés.